# Paschasia
Paschasia († 178? in Dijon) war eine Märtyrerin und Heilige.
Der Legende zufolge wurde Paschasia vom Heiligen Benignus von Dijon, der das Christentum in die Gegend von Divio (heute Dijon) gebracht haben soll, getauft und in der christlichen Lehre unterrichtet. Sie sei enthauptet und ihr Leichnam den Flammen übergeben worden. Die Bollandisten legen das Martyrium der Paschasia in die Zeit des Kaisers Mark Aurel. Da das Martyrium des Benignus heute meist erst in die Zeit des Kaisers Aurelianus, d. h. um 270, gelegt wird, ist eine spätere Datierung möglich.
Die Überreste der Paschasia sollen von Christen gesammelt und neben den Gebeinen des Hl. Benignus bestattet worden sein. Im Jahre 1001 wurde ihr in der Kirche St. Guillaume ein Altar gewidmet. Ihr Gedenktag ist der 9. Januar. Gregor von Tours berichtet, dass sie als Schutzpatronin gegen Augenleiden angerufen wird.